# بني صاع (نهم)

تعديل مصدري - تعديل

بني صاع هي إحدى قرى عزلة مرهبة بمديرية نهم التابعة لمحافظة صنعاء، بلغ تعداد سكانها 343 نسمة حسب تعداد اليمن لعام 2004.